# ジーゴ

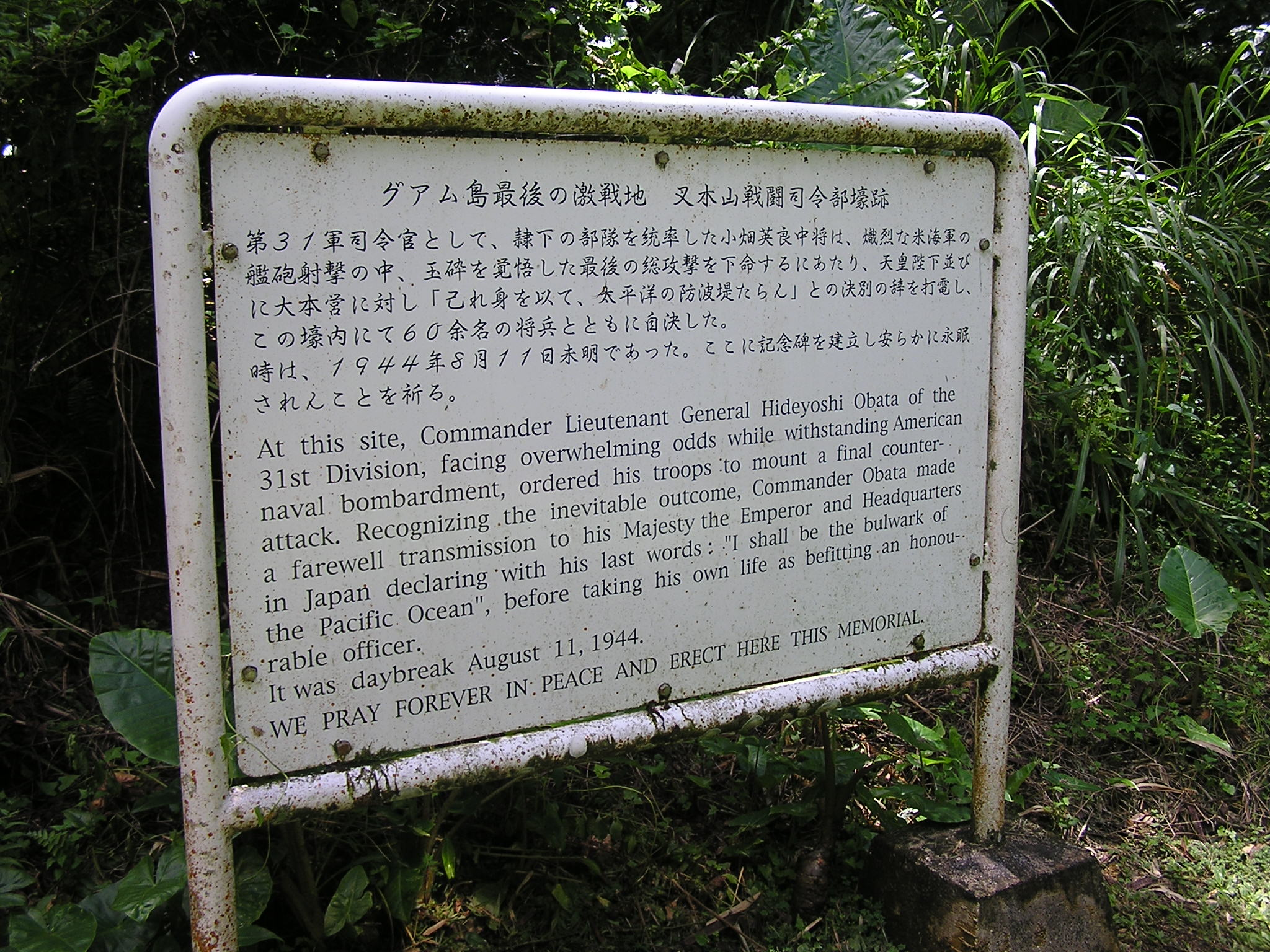
又木山戦闘司令部壕跡

ジーゴ (英語: Yigoチャモロ語: Yigu)はグアムの最北端かつ面積が最大の村であり、グアム平和慰霊公苑やアンダーセン空軍基地がある。 1944年の太平洋戦争のグアムの戦いでは最後の激戦地となった。